# Цеванг Лхамо
Цеванг Лхамо (англ. Tshewang Lhamo; род. 1982) — бутанский политик, член Национальной ассамблеи Бутана с 31 октября 2018 года. С 2008 по 2013 год была членом Национального совета Бутана.

## Образование
Имеет степень бакалавра коммерции и диплом в области гостеприимства и менеджмента.

## Политическая деятельность
В 2008 году избрана членом Национального совета Бутана от округа Чукха.
Баллотировалась в Национальный совет Бутана от избирательного округа Чукха на выборах 2013 года, но проиграла их.
Избрана в Национальную ассамблею Бутана от Объединённой партии Бутана от округа Бонго—Чапчха на выборах 2018 года, получила 6632 голосов, обойдя кандидата от Партии мира и процветания.